# 지방도 제325호선
지방도 제325호선은 충청북도 진천군 백곡면 구수삼거리와 경기도 광주시 퇴촌면 남종입구 교차로를 잇는 경기도의 지방도이다.
이천시 마장면에서 덕평 나들목을 통해 영동고속도로와 접속, 광주시 곤지암읍에서 곤지암 나들목을 통해 중부고속도로와 접속하며 광주시 퇴촌면 남종입구 교차로에서 지방도 제342호선과 직결된다.

## 연혁
- 2005년 3월 28일 : 기존 지방도 제325호선인 '내촌 ~ 철원선'을 폐지(강원도 구간 제외)[2]
- 2005년 3월 28일 : 지방도 제325호선을 새로 지정[3]
- 2008년 1월 11일 : 강원도 구간인 '내촌 ~ 철원선' 구간이 지방도 제387호선에 편입[4]
- 2010년 9월 3일 : 지방도 제313호선의 '진천 ~ 안성선' 충청북도 구간이 이 지방도로 변경[5]
- 2014년 10월 17일 : 진천 ~ 양백간 도로 선형개량공사로 인해 진천군 백곡면 양백리 560m 구간 도로구역 변경[6]
- 2022년 12월 30일 : 불현 ~ 신장간 도로(안성시 보개면 불현리 ~ 남풍리) 6.5km 구간 확장 개통[7]
- 2023년 3월 2일 : 불현 ~ 신장간 도로 개통으로 안성시 보개면 불현리 ~ 남풍리 총 1.98km 구간 폐지[8]

## 주요 경유지

### 충청북도
- 진천군
  - 백곡면 구수삼거리 - 용진교 - 용덕리 - 용덕교 - 양백교 - 양백리 - 배티고개

### 경기도
- 안성시
  - 금광면 배티고개 - 상중리 - 석하리 - 대동교 - 장죽리 - 마둔교 - 오산리 - 개산리
  - 안성동 현수교 - 현수 교차로 - 옥천교 - 옥천교 북단 - 봉산로터리 - 가사동삼거리 - 가사 교차로
  - 보개면 보개면사무소 - 불현리 - 기좌리 - 신장리 - 신장교 - 적가리 - 마흔고개 - 보개초등학교 가율분교 - 가율리 - 가재울고개 - 남풍교 - 남풍리 - (미개통 구간)
  - 삼죽면 (미개통 구간) - 기솔리 - 안성허브마을 - 내강리 - 삼죽삼거리 - 삼죽면사무소 - (삼죽) - 덕산리 - 덕산교 - 피고개 - 율곡리 - 율곡교
- 용인시
  - 처인구
    - 백암면 율곡교 - 석천리 - 사천교 - 장평리 - 황석고개 - 장평교 - 근삼리 - 영곡사거리 - 백암교회삼거리 - 백암초등학교삼거리 - 백암중고등학교앞 - 상암교 - 상암교사거리 - 수양교사거리 - 수양교 - 근곡사거리 - 가창리
- 이천시
  - 호법면 매곡리 - 매곡교
  - 마장면 이평교 - 이평리 - 덕평리 - 덕평 나들목 - 오천교 - 마장사거리 - 회억삼거리 - 오천 교차로 - 오천교 - 양촌삼거리 - 마장고등학교, 마장중학교 - 관리
- 광주시
  - 도척면 방도리 - 유정리 - 도척파출소앞 - 노곡교 - 갈고개 - 진우삼거리 - 진우리
  - 곤지암읍 곤재교 - 곤지암초등학교 - 곤지암농협앞 - 곤지암시외버스터미널 - 곤지암사거리 - 신대사거리 - 곤지암교 - 곤지암도자공원 - 금호주유소앞 - 곤지암 나들목
  - 초월읍 빙그레입구 교차로 - 나이키앞 교차로 - 늑현교 - 늑현리 - 선동교 - 선동 교차로 - 선동리 - 신월리 - 초월초등학교 - 신월교 - 무갑리 - 무갑교
  - 퇴촌면 원당리 - 정지리 - 광동리 - 광동사거리 - 남종입구 교차로

## 중복 구간
- 안성시 보개면 남풍교 북단 ~ 삼죽면 (삼죽) : 지방도 제306호선과 중복
- 안성시 삼죽면 내강리 ~ 삼죽삼거리 : 국도 제38호선과 중복
- 이천시 마장면 오천 교차로 ~ 양촌삼거리 : 국도 제42호선과 중복
- 광주시 도척면 도척파출소앞 ~ 곤지암읍 곤지암사거리 : 국가지원지방도 제98호선과 중복
- 광주시 곤지암읍 곤지암사거리 ~ 초월읍 나이키앞 교차로 : 국도 제3호선과 중복
- 광주시 초월읍 무갑교 남단 ~ 퇴촌면 정지리 : 지방도 제338호선과 중복

## 도로명
- 충청북도
  - 진천군 백곡면 구수삼거리 ~ 배티고개 : 배티로
- 경기도
  - 안성시 금광면 배티고개 ~ 안성동 옥천교 북단 : 배티로
  - 안성시 안성동 옥천교 북단 ~ 봉산로터리 : 장기로
  - 안성시 안성동 봉산로터리 ~ 보개면 남풍교 북단 : 보개원삼로
  - 안성시 보개면 남풍교 북단 ~ 남풍리 : 남풍길
  - 안성시 삼죽면 기솔리 ~ 내강리 : 국사봉로
  - 안성시 삼죽면 내강리 ~ 삼죽삼거리 : 서동대로
  - 안성시 삼죽면 삼죽삼거리 ~ (삼죽) : 삼죽로
  - 안성시 삼죽면 (삼죽) ~ 용인시 처인구 백암면 백암초등학교삼거리 : 삼백로
  - 용인시 처인구 백암면 백암초등학교삼거리 ~ 수양교사거리 : 백원로
  - 용인시 처인구 백암면 수양교사거리 ~ 근곡사거리 : 백암로
  - 용인시 처인구 백암면 근곡사거리 ~ 이천시 마장면 오천 교차로 : 덕평로
  - 이천시 마장면 오천 교차로 ~ 양촌삼거리 : 중부대로
  - 이천시 마장면 양촌삼거리 ~ 광주시 도척면 도척파출소앞 : 마도로
  - 광주시 도척면 도척파출소앞 ~ 곤지암읍 곤재교 남단 : 도척로
  - 광주시 곤지암읍 곤재교 남단 ~ 곤지암사거리 : 곤지암로
  - 광주시 곤지암읍 곤지암사거리 ~ 초월읍 나이키앞 교차로 : 경충대로
  - 광주시 초월읍 나이키앞 교차로 ~ 퇴촌면 남종입구 교차로 : 산수로